# Chronologie de l'Oktoberfest
 (avril 2021).
L'Oktoberfest a été marquée depuis ses débuts en 1810 par un certain nombre de changements et d'événements marquant. Cet article tente d'en faire un résumé année par année sous la forme d'un tableau. La monarchie bavaroise disparaissant en 1918, la présence du roi n'est plus précisée à partir de cette date.

## Légende
- Landwirtschaftsfest = ZLF
- Hauptsonntag = (h), signale que le nombre de visiteurs indiqué ne concerne que le

9 dimanche 'principal' de la fête.
- X=oui, O=non, rien=à compléter

| attentat | annulée | petite Wiesn | Jubilé |

## 1810 - 1819
| Année | Dates            | ZLF | Présence du roi | Remarques | Nombre de visiteurs (millions) | Consommation de bière (millions de litres) | Consommation de demi-poulets (milliers) |
| ----- | ---------------- | --- | --------------- | --- | ------------------------------ | ------------------------------------------ | --------------------------------------- |
| 1810  | 17 oct.          |     | X               | Course hippique en l'honneur du mariage de Louis prince-héritier de Bavière avec Thérèse de Saxe-Hildburghausen | 0,04 (h)                       |                                            |                                         |
| 1811  | 12 oct., 2 jours | X   | X               | |                                |                                            |                                         |
| 1812  |                  | X   | X               | |                                |                                            |                                         |
| 1813  |                  |     |                 | Guerres napoléoniennes                                                                                          | X                              |                                            |                                         |
| 1814  |                  | X   | X               | seulement marché aux bestiaux, pas de course de chevaux                                                         |                                |                                            |                                         |
| 1815  |                  | X   | X               | |                                |                                            |                                         |
| 1816  |                  | X   | X               | installation de Papegai                                                                                         |                                |                                            |                                         |
| 1817  |                  | X   | X               | |                                |                                            |                                         |
| 1818  |                  |     | X               | premier carrousel sur l'Oktoberfest                                                                             |                                |                                            |                                         |
| 1819  | 3 oct. -         |     | X               | La ville de Munich devient l'organisatrice de la fête                                                           |                                |                                            |                                         |

## 1820 - 1829
| Année | Dates            | ZLF | Présence du roi | Remarques                                                                          | Nombre de visiteurs (millions) | Consommation de bière (millions de litres) | Consommation de demi-poulets (milliers) |
| ----- | ---------------- | --- | --------------- | ---------------------------------------------------------------------------------- | ------------------------------ | ------------------------------------------ | --------------------------------------- |
| 1820  | 1 oct. - 12 oct. |     | X               | 10 ans de la fête, organisation d'une ascension en ballon, premier feux d'artifice |                                |                                            |                                         |
| 1821  |                  |     | X               |                                                                                    |                                |                                            |                                         |
| 1822  |                  |     | X               |                                                                                    |                                |                                            |                                         |
| 1823  |                  |     | X               | 4 tentes sont érigées sur la Wiesn                                                 |                                |                                            |                                         |
| 1824  |                  |     | X               |                                                                                    |                                |                                            |                                         |
| 1825  |                  |     | X               |                                                                                    |                                |                                            |                                         |
| 1826  |                  |     | X               | Louis I est le nouveau roi                                                         |                                |                                            |                                         |
| 1827  |                  |     | X               |                                                                                    |                                |                                            |                                         |
| 1828  |                  |     | X               |                                                                                    |                                |                                            |                                         |
| 1829  |                  |     | X               |                                                                                    |                                |                                            |                                         |

## 1830 - 1839
| Année | Dates    | ZLF | Présence du roi | Remarques | Nombre de visiteurs (millions) | Consommation de bière (millions de litres) | Consommation de demi-poulets (milliers) |
| ----- | -------- | --- | --------------- | --- | ------------------------------ | ------------------------------------------ | --------------------------------------- |
| 1830  |          |     | X               | première épreuve de Ringelstechen                                                                                         |                                |                                            |                                         |
| 1831  |          |     | X               | |                                |                                            |                                         |
| 1832  | 14 oct.- |     | X               | |                                |                                            |                                         |
| 1833  |          |     | X               | |                                |                                            |                                         |
| 1834  |          |     | O               | |                                |                                            |                                         |
| 1835  | 4 oct.   |     | X               | 25e anniversaire de la fête, défilé, course de chars antiques, 2e ascension en ballon et début des compétitions sportives |                                |                                            |                                         |
| 1836  |          |     | X               | |                                |                                            |                                         |
| 1837  |          |     | O               | commande de la statue Bavaria à Ludwig Schwanthaler                                                                       |                                |                                            |                                         |
| 1838  |          |     | O               | |                                |                                            |                                         |
| 1839  |          |     | O               | |                                |                                            |                                         |

## 1840 - 1849
| Année | Dates             | ZLF | Présence du roi | Remarques                                                                    | Nombre de visiteurs (millions) | Consommation de bière (millions de litres) | Consommation de demi-poulets (milliers) |
| ----- | ----------------- | --- | --------------- | ---------------------------------------------------------------------------- | ------------------------------ | ------------------------------------------ | --------------------------------------- |
| 1840  |                   |     | X               |                                                                              |                                |                                            |                                         |
| 1841  |                   |     | X               |                                                                              |                                |                                            |                                         |
| 1842  |                   |     | X               | défilé pour le mariage du prince-héritier Maximilien à Marie de Hohenzollern |                                |                                            |                                         |
| 1843  |                   |     | X               |                                                                              |                                |                                            |                                         |
| 1844  |                   |     | X               |                                                                              |                                |                                            |                                         |
| 1845  |                   |     | X               |                                                                              |                                |                                            |                                         |
| 1846  | commence un mardi |     | X               | le mauvais temps reporte la fête. Dernière présence de Louis Ier.            |                                |                                            |                                         |
| 1847  |                   |     | O               |                                                                              |                                |                                            |                                         |
| 1848  |                   |     | X               | Maximilien II monte sur le trône. Trouble à cause de la révolution de mars   |                                |                                            |                                         |
| 1849  |                   |     | X               | montgolfière sur la Wiesn                                                    |                                |                                            |                                         |

## 1850 - 1859
| Année | Dates | ZLF | Présence du roi | Remarques                                            | Nombre de visiteurs (millions) | Consommation de bière (millions de litres) | Consommation de demi-poulets (milliers) |
| ----- | ----- | --- | --------------- | ---------------------------------------------------- | ------------------------------ | ------------------------------------------ | --------------------------------------- |
| 1850  |       |     | X               | Inauguration de Bavaria                              |                                |                                            |                                         |
| 1851  |       |     | O               |                                                      |                                |                                            |                                         |
| 1852  |       |     | X               | combat à cheval                                      |                                |                                            |                                         |
| 1853  |       |     | X               | inauguration du temple de la gloire derrière Bavaria |                                |                                            |                                         |
| 1854  |       |     |                 | épidémie de Choléra                                  |                                |                                            |                                         |
| 1855  |       |     | X               |                                                      |                                |                                            |                                         |
| 1856  |       |     | X               |                                                      |                                |                                            |                                         |
| 1857  |       |     | X               | arrêt des courses de trot                            |                                |                                            |                                         |
| 1858  |       |     | X               | 700 ans de la ville de Munich                        | 0,08 (h)                       |                                            |                                         |
| 1859  |       |     | X               |                                                      |                                |                                            |                                         |

## 1860 -1869
| Année | Dates   | ZLF | Présence du roi | Remarques                                                                                        | Nombre de visiteurs (millions) | Consommation de bière (millions de litres) | Consommation de demi-poulets (milliers) |
| ----- | ------- | --- | --------------- | ------------------------------------------------------------------------------------------------ | ------------------------------ | ------------------------------------------ | --------------------------------------- |
| 1860  |         |     | X               | pas de jubilé pour le 50e anniversaire de la fête                                                | 0,1(h)                         | 0,1 (h)                                    |                                         |
| 1861  |         |     | O               |                                                                                                  |                                |                                            |                                         |
| 1862  | 5 oct.- |     | X               |                                                                                                  |                                |                                            |                                         |
| 1863  |         |     | X               |                                                                                                  |                                |                                            |                                         |
| 1864  |         |     | X               | première apparition publique du roi Louis II                                                     | 0,1 (h)                        |                                            |                                         |
| 1865  |         |     |                 | grosse bagarre qui nécessite l'intervention de la police et qui provoque un mouvement de panique |                                |                                            |                                         |
| 1866  |         |     |                 | guerre austro-prussienne                                                                         |                                |                                            |                                         |
| 1867  |         |     | O               | mauvais temps                                                                                    |                                |                                            |                                         |
| 1868  |         |     | X               |                                                                                                  |                                |                                            |                                         |
| 1869  |         |     | X               | Louis II maintient le suspense sur sa participation jusqu'à la dernière minute. Mauvais temps    |                                |                                            |                                         |

## 1870 - 1879
| Année | Dates   | ZLF | Présence du roi | Remarques                                                        | Nombre de visiteurs (millions) | Consommation de bière (millions de litres) | Consommation de demi-poulets (milliers) |
| ----- | ------- | --- | --------------- | ---------------------------------------------------------------- | ------------------------------ | ------------------------------------------ | --------------------------------------- |
| 1870  |         |     |                 | guerre franco-allemande de 1870                                  |                                |                                            |                                         |
| 1871  |         |     |                 | Introduction de la Märzenbier. Mauvais temps                     | 0,030                          |                                            |                                         |
| 1872  |         |     |                 | déplacement de la fête à fin septembre, Hauptsonntag le 29 sep,. |                                |                                            |                                         |
| 1873  |         |     |                 | épidémie de Choléra                                              |                                |                                            |                                         |
| 1874  | 4 oct.- |     |                 |                                                                  | 0,2 (h)                        |                                            |                                         |
| 1875  |         |     |                 |                                                                  |                                |                                            |                                         |
| 1876  |         |     |                 |                                                                  |                                |                                            |                                         |
| 1877  |         |     |                 |                                                                  |                                |                                            |                                         |
| 1878  |         |     |                 |                                                                  |                                |                                            |                                         |
| 1879  |         |     |                 |                                                                  |                                |                                            |                                         |

## 1880 - 1889
| Année | Dates | ZLF | Présence du roi | Remarques                                                    | Nombre de visiteurs (millions) | Consommation de bière (millions de litres) | Consommation de demi-poulets (milliers) |
| ----- | ----- | --- | --------------- | ------------------------------------------------------------ | ------------------------------ | ------------------------------------------ | --------------------------------------- |
| 1880  |       |     |                 | Hauptsonntag le 3 oct.                                       |                                |                                            |                                         |
| 1881  |       |     |                 | ouverture de l'Ochsenbraterei                                |                                |                                            |                                         |
| 1882  |       |     |                 | exposition sur l'électricité en même temps que l'Oktoberfest |                                |                                            |                                         |
| 1883  |       |     |                 | Apparition des courses de vélocipèdes                        |                                |                                            |                                         |
| 1884  |       |     |                 | première ampoule électrique sur la Wiesn                     |                                |                                            |                                         |
| 1885  |       |     |                 |                                                              |                                |                                            |                                         |
| 1886  |       |     | X               | électricité                                                  |                                |                                            |                                         |
| 1887  |       |     | X               | incendie, ce qui conduit au raccordement au réseau d'eau     |                                | 0,27                                       |                                         |
| 1888  |       |     | X               | visite de Guillaume II                                       |                                |                                            |                                         |
| 1889  |       |     | X               |                                                              |                                |                                            |                                         |

## 1890 - 1899
| Année | Dates | ZLF | Présence du roi | Remarques | Nombre de visiteurs (millions) | Consommation de bière (millions de litres) | Consommation de demi-poulets (milliers) |
| ----- | ----- | --- | --------------- | --- | ------------------------------ | ------------------------------------------ | --------------------------------------- |
| 1890  |       |     | X               | |                                |                                            |                                         |
| 1891  |       |     | X               | |                                |                                            |                                         |
| 1892  |       |     | X               | les harengs sont interdits à la vente sur la Wiesn, première apparition de Maß en verre et première attraction électrique. |                                |                                            |                                         |
| 1893  |       |     | X               | la fête est bénéficiaire                                                                                                   |                                |                                            |                                         |
| 1894  |       |     | X               | ouverture de l'Hexenschaukel, une Mad house                                                                                |                                |                                            |                                         |
| 1895  |       |     | X               | La 'Zum Winzere Fähndl' est la première grande tente démontable, défilé                                                    |                                |                                            |                                         |
| 1896  |       |     | X               | |                                |                                            |                                         |
| 1897  |       |     | X               | Ouverture de la 'Schottenhamel-Festhalle', installation de conduite d'eau et de gaz                                        |                                |                                            |                                         |
| 1898  |       |     | X               | Georg Lang construit son Hall géant de 2000 m2, apparition de la chanson « Ein Prosit, ein Prosit... »                     |                                |                                            |                                         |
| 1899  |       |     | X               | disparition des courses de vélocipèdes                                                                                     |                                |                                            |                                         |

## 1900 - 1909
| Année | Dates | ZLF | Présence du roi | Remarques | Nombre de visiteurs (millions) | Consommation de bière (millions de litres) | Consommation de demi-poulets (milliers) |
| ----- | ----- | --- | --------------- | --- | ------------------------------ | ------------------------------------------ | --------------------------------------- |
| 1900  |       |     | X               | |                                | 2,2                                        |                                         |
| 1901  |       |     | X               | l'électricité de la fête est celle du réseau de la ville, ouverture de la Bräurosl |                                |                                            |                                         |
| 1902  |       |     | X               | |                                |                                            |                                         |
| 1903  |       |     | X               | |                                |                                            |                                         |
| 1904  |       |     | X               | |                                |                                            |                                         |
| 1905  |       |     | X               | |                                |                                            |                                         |
| 1906  |       |     | X               | |                                |                                            |                                         |
| 1907  |       |     | X               | Premier toboggan sur l'Oktoberfest, construit par Franz Anton Bausch, ouverture de la Bürgerbräuhalle, de la Spatenbräuhalle, de la Hackerbräuhalle et de la Löwenbräuhalle, accident sur une attraction, 1 mort | 0,2 (h)                        |                                            |                                         |
| 1908  |       |     | X               | |                                |                                            |                                         |
| 1909  |       | X   | X               | la ZLF quitte la Theresienwiese |                                |                                            |                                         |

## 1910 - 1919
| Année | Dates            | ZLF | Présence du roi | Remarques                                                                      | Nombre de visiteurs (millions) | Consommation de bière (millions de litres) | Consommation de demi-poulets (milliers) |
| ----- | ---------------- | --- | --------------- | ------------------------------------------------------------------------------ | ------------------------------ | ------------------------------------------ | --------------------------------------- |
| 1910  | 17 sep. - 2 oct. | X   | X               | centenaire de l'Oktoberfest, défilé, ouverture de la Teufelrad de Carl Gabriel |                                | 1,2                                        |                                         |
| 1911  |                  |     | X               |                                                                                |                                |                                            |                                         |
| 1912  |                  | X   | O               |                                                                                |                                |                                            |                                         |
| 1913  |                  | X   |                 | dernière course à cheval (de manière régulière), fin de la monarchie           |                                |                                            |                                         |
| 1914  |                  |     |                 | Première Guerre mondiale                                                       |                                |                                            |                                         |
| 1915  |                  |     |                 | Première Guerre mondiale                                                       |                                |                                            |                                         |
| 1916  |                  |     |                 | Première Guerre mondiale                                                       |                                |                                            |                                         |
| 1917  |                  |     |                 | Première Guerre mondiale                                                       |                                |                                            |                                         |
| 1918  |                  |     |                 | Première Guerre mondiale                                                       |                                |                                            |                                         |
| 1919  |                  | O   |                 |                                                                                |                                |                                            |                                         |

## 1920 - 1929
| Année | Dates | ZLF | Remarques                                                                | Nombre de visiteurs (millions) | Consommation de bière (millions de litres) | Consommation de demi-poulets (milliers) |
| ----- | ----- | --- | ------------------------------------------------------------------------ | ------------------------------ | ------------------------------------------ | --------------------------------------- |
| 1920  |       | O   |                                                                          |                                |                                            |                                         |
| 1921  |       | O   |                                                                          | 0,3                            | 1,4                                        |                                         |
| 1922  |       | O   |                                                                          |                                |                                            |                                         |
| 1923  |       | O   | inflation                                                                |                                |                                            |                                         |
| 1924  |       | O   | inflation                                                                |                                |                                            |                                         |
| 1925  |       | X   |                                                                          |                                |                                            |                                         |
| 1926  |       | O   |                                                                          |                                |                                            |                                         |
| 1927  |       | X   |                                                                          |                                |                                            |                                         |
| 1928  |       | O   |                                                                          |                                |                                            |                                         |
| 1929  |       | O   | éclairage nocturne de la Bavaria, du Ruhmeshalle et de l'église St. Paul |                                |                                            |                                         |

## 1930 - 1939
| Année | Dates    | ZLF | Remarques                                                                                                  | Nombre de visiteurs (millions) | Consommation de bière (millions de litres) | Consommation de demi-poulets (milliers) |
| ----- | -------- | --- | --- | ------------------------------ | ------------------------------------------ | --------------------------------------- |
| 1930  |          | O   | réorganisation du plan de la Wiesn, deux motardes du Steilwand meurent, une fillette tombe d'un grand huit |                                |                                            |                                         |
| 1931  |          | O   | seulement 3 tentes pour causes de crise                                                                    |                                |                                            |                                         |
| 1932  |          | O   | seulement 3 tentes pour causes de crise                                                                    |                                |                                            |                                         |
| 1933  |          | X   | interdiction des juifs sur l'Oktoberfest, construction du Toboggan actuel                                  |                                |                                            |                                         |
| 1934  |          | O   | réintroduction des courses hippiques, ouverture du Pitt's Todeswand                                        |                                |                                            |                                         |
| 1935  |          | O   | jubilé des 125 ans de l'Oktoberfest                                                                        |                                | 1,1                                        | 75                                      |
| 1936  |          | O   | Remplacement des drapeaux bavarois par des croix gammées, course de lévriers                               |                                |                                            |                                         |
| 1937  |          | O   | nombreuses courses hippiques                                                                               |                                |                                            |                                         |
| 1938  | - 16 oct | O   | |                                | 1,4                                        | 152                                     |
| 1939  |          |     | Seconde Guerre mondiale                                                                                    |                                |                                            |                                         |

## 1940 - 1949
| Année | Dates | ZLF | Remarques               | Nombre de visiteurs (millions) | Consommation de bière (millions de litres) | Consommation de demi-poulets (milliers) |
| ----- | ----- | --- | ----------------------- | ------------------------------ | ------------------------------------------ | --------------------------------------- |
| 1940  |       |     | Seconde Guerre mondiale |                                |                                            |                                         |
| 1941  |       |     | Seconde Guerre mondiale |                                |                                            |                                         |
| 1942  |       |     | Seconde Guerre mondiale |                                |                                            |                                         |
| 1943  |       |     | Seconde Guerre mondiale |                                |                                            |                                         |
| 1944  |       |     | Seconde Guerre mondiale |                                |                                            |                                         |
| 1945  |       |     | Seconde Guerre mondiale |                                |                                            |                                         |
| 1946  |       | O   | 2 tentes                |                                |                                            |                                         |
| 1947  |       | O   | 1 tente                 |                                | 1,5                                        |                                         |
| 1948  |       | O   | pauvreté à Munich       |                                |                                            |                                         |
| 1949  |       | X   | 3 tentes                |                                |                                            |                                         |

## 1950 - 1959
| Année | Dates | ZLF | Remarques                                                                                               | Nombre de visiteurs (millions) | Consommation de bière (millions de litres) | Consommation de demi-poulets (milliers) |
| ----- | ----- | --- | --- | ------------------------------ | ------------------------------------------ | --------------------------------------- |
| 1950  |       | O   | début de la tradition du « O Zapf is », retour de l'Ochsenbraterei                                      | 5 - 6                          | 1,5                                        | 88                                      |
| 1951  |       | X   | retour de la Bräurosl                                                                                   |                                |                                            |                                         |
| 1952  |       | O   | Hofbräu devient une des brasseries de la fête, le maire mène pour la première fois le défilié inaugural |                                |                                            |                                         |
| 1953  |       | X   | le maire mène le défilé du dimanche                                                                     |                                |                                            |                                         |
| 1954  |       | O   | |                                |                                            |                                         |
| 1955  |       | X   | | 5                              |                                            |                                         |
| 1956  |       | O   | |                                |                                            |                                         |
| 1957  |       | X   | |                                |                                            |                                         |
| 1958  |       | O   | 800 ans de la ville                                                                                     |                                |                                            |                                         |
| 1959  |       | X   | |                                |                                            |                                         |

## 1960 - 1969
| Année | Dates    | ZLF | Remarques                                                              | Nombre de visiteurs (millions) | Consommation de bière (millions de litres) | Consommation de demi-poulets (milliers) |
| ----- | -------- | --- | ---------------------------------------------------------------------- | ------------------------------ | ------------------------------------------ | --------------------------------------- |
| 1960  | 24 sep.- | O   |                                                                        | 5 - 6                          | 2,9                                        | 236                                     |
| 1961  |          | X   |                                                                        |                                | 3,5                                        | 250                                     |
| 1962  |          | O   |                                                                        |                                |                                            |                                         |
| 1963  |          | X   |                                                                        |                                |                                            |                                         |
| 1964  |          | O   | premier grand-huit métallique sur l'Oktoberfest                        |                                |                                            |                                         |
| 1965  |          | X   |                                                                        |                                |                                            |                                         |
| 1966  |          | O   |                                                                        |                                | 4                                          |                                         |
| 1967  |          | X   |                                                                        |                                |                                            |                                         |
| 1968  |          | O   | corrida landaise sur la Wiesn en partenariat avec la ville de Bordeaux |                                |                                            |                                         |
| 1969  |          | X   | spectacle avec des dauphins                                            |                                | 4,12                                       |                                         |

## 1970 - 1979
| Année | Dates                              | ZLF | Remarques                                                                                                | Nombre de visiteurs (millions) | Consommation de bière (millions de litres) | Consommation de demi-poulets (milliers) |
| ----- | ---------------------------------- | --- | --- | ------------------------------ | ------------------------------------------ | --------------------------------------- |
| 1970  |                                    | O   | 2 morts sur les attractions                                                                              |                                | 4,0                                        | 488                                     |
| 1971  |                                    | X   | dauphins et baleine sur la Wiesn, malheureusement elle décède des suites de l'événement                  |                                |                                            |                                         |
| 1972  | 1 semaine plus tard à cause des JO | O   | ouverture du U-Bahn Goetheplatz et du S-Bahn Hackerbrücke, JO à Munich                                   |                                |                                            |                                         |
| 1973  |                                    | X   | |                                |                                            |                                         |
| 1974  |                                    | O   | mauvais temps                                                                                            |                                |                                            |                                         |
| 1975  |                                    | X   | |                                |                                            |                                         |
| 1976  |                                    | O   | |                                |                                            |                                         |
| 1977  |                                    | O   | apparition d'une Maß de collection annuelle, mauvais temps : vente importante de Schnaps et de vin chaud |                                |                                            |                                         |
| 1978  |                                    | X   | |                                |                                            |                                         |
| 1979  |                                    | O   | |                                |                                            |                                         |

## 1980 - 1989
| Année | Dates | ZLF | Remarques | Nombre de visiteurs (millions), | Consommation de bière (millions de litres), | Consommation de demi-poulets (milliers), |
| 1980  |       | O   | attentat à la bombe le 26 septembre | 5,1                             | 3,843                                       | 552                                      |
| 1981  |       | X   | apparition des Maß dites Euro-krugg | 6,2                             | 4,243                                       | 560                                      |
| 1982  |       | O   | | 5,8                             | 4,332                                       | 587                                      |
| 1983  |       | O   | | 6,6                             | 4,576                                       | 588                                      |
| 1984  |       | X   | apparition des premiers containers de bière sur l'Oktoberfest, apparition des Wiesnhit, ouverture de la station de U-Bahn Theresienwiese | 7,0                             | 4,971                                       | 660                                      |
| 1985  |       | O   | 175 ans de l'Oktoberfest | 7,1                             | 5,454                                       | 629                                      |
| 1986  |       | O   | | 6,7                             | 5,380                                       | 698                                      |
| 1987  |       | X   | | 6,5                             | 5,281                                       | 732                                      |
| 1988  |       | O   | pour la première fois les tentes sont fermées, quand elles sont considérées comme étant pleines                                          | 5,7                             | 5,095                                       | 720                                      |
| 1989  |       | O   | ouverture de l'Olympia looping | 6,2                             | 5,124                                       | 775                                      |

## 1990 - 1999
| Année | Dates | ZLF | Remarques | Nombre de visiteurs (millions), | Consommation de bière (millions de litres), | Consommation de demi-poulets (milliers), |
| 1990  |       | X   |           | 6,7                             | 5,430                                       | 750                                      |
| 1991  |       | O   |           | 6,4                             | 5,468                                       | 807                                      |
| 1992  |       | O   |           | 5,9                             | 4,888                                       | 725                                      |
| 1993  |       | X   |           | 6,5                             | 5,193                                       | 733                                      |
| 1994  |       | O   |           | 6,6                             | 5,210                                       | 663                                      |
| 1995  |       | O   |           | 6,7                             | 5,016                                       | 628                                      |
| 1996  |       | X   |           | 6,9                             | 5,262                                       | 595                                      |
| 1997  |       | O   |           | 6,4                             | 5,589                                       | 699                                      |
| 1998  |       | O   |           | 6,5                             | 5,478                                       | 603                                      |
| 1999  |       | O   |           | 6,5                             | 6,005                                       | 609                                      |

## 2000 - 2011
| Année | Dates             | ZLF | Remarques                                                    | Nombre de visiteurs (millions),                                                        | Consommation de bière (millions de litres), | Consommation de demi-poulets (milliers),. |
| 2000  | 16 sep. - 3 oct.  | X   | 18 jours                                                     | 6,9                                                                                    | 6,459                                       | 681                                       |
| 2001  | 22 sep. - 7 oct.  | O   |                                                              | 5,5                                                                                    | 4,869                                       | 351                                       |
| 2002  | 21 sep. - 6 oct.  | O   |                                                              | 5,9                                                                                    | 5,761                                       | 459                                       |
| 2003  | 20 sep. - 5 oct.  | O   |                                                              | 6,3                                                                                    | 6,229                                       | 487                                       |
| 2004  | 18 sep. - 3 oct.  | X   |                                                              | 5,9                                                                                    | 6,116                                       | 481                                       |
| 2005  | 17 sep. - 3 oct.  | O   | 17 jours, avec le 3 octobre                                  | 6,1                                                                                    | 6,101                                       | 479                                       |
| 2006  | 16 sep. - 3 oct.  | O   | 18 jours, avec le lundi 2 octobre et mardi 3 octobre en plus | 6,5                                                                                    | 6,861                                       | 494                                       |
| 2007  | 22 Sep. - 7 oct.  | O   |                                                              | 6,2                                                                                    | 6,940                                       | 521                                       |
| 2008  | 20 sep. - 5 oct.  | X   | 175e Oktoberfest                                             | 6,0                                                                                    | 6,492                                       | 459                                       |
| 2009  | 19 sep. - 4 oct.  | O   |                                                              | 5,7                                                                                    | 6,643                                       | 488                                       |
| 2010  | 18 sep. - 4 oct.  | O   | 200 ans de l'Oktoberfest                                     | 6,4                                                                                    |                                             |                                           |
| 2011  | 17 sep. - 3. oct. | O   | Wiesn historique reconduite                                  | 6,9                                                                                    |                                             |                                           |
| 2012  | 22 sep. - 7 oct.  |     |                                                              | 6,4 (Moins de visiteurs que l'édition précédente, sans doute à cause du mauvais temps) |                                             |                                           |
| 2013  | 21 sep. - 6 oct.  |     |                                                              | 6,4                                                                                    |                                             |                                           |
| 2014  | 20 sep. - 5 oct.  |     |                                                              | 6,3                                                                                    |                                             |                                           |
| 2015  | 19 sep. - 4 oct.  |     |                                                              | 5,9                                                                                    |                                             |                                           |
| 2016  | 17 sep. - 3 oct.  |     |                                                              | 5,6                                                                                    |                                             |                                           |
| 2017  | 16 sep. - 3 oct.  |     |                                                              | 6,2                                                                                    |                                             |                                           |
| 2018  | 22 sep. - 7 oct.  |     |                                                              |                                                                                        |                                             |                                           |